# Hortence Brouwn
Hortence Brouwn (Suriname, 1937) is een Nederlands beeldend kunstenaar, wonend en werkend op Curaçao.

## Leven en werk
Brouwn was aanvankelijk lerares wiskunde, en ging van 1960 tot 1963 in Paramaribo naar de kunstacademie. In eerste instantie werkte zij uitsluitend met klei. Sinds 1973 woont zij op Curaçao, waar zij lessen beeldhouwen ging volgen bij Dries Kreykamp en begon met het gieten van beelden in cement en aluminiumcement. In 1989 volgde ze workshops aan de Arts Students League in New York. Ook volgde ze trainingen in Pietrasanta, Italië.
In 1996 begon ze een bronsgieterij, waar de meeste van haar bronzen beelden werden gegoten. Deze bronsgieterij, die tot 2017 bleef bestaan, had als doel beeldhouwers uit de Caribische regio te ondersteunen. Sinds 1996 werkt zij fulltime als beeldhouwer in haar atelier in de tuin van Landhuis Bloemhof. Zij gebruikt zowel kalksteen van de Curaçaose Tafelberg als albast en harde steensoorten zoals marmer uit Italië, Brazilië en andere delen van de wereld. Sinds 2014 laat zij ook beelden gieten in blauw plexiglas en neoliet. De beweging in klassieke muziek is een van haar inspiratiebronnen. Menselijke figuren vormen een hoofdthema in haar werk, vooral sterke vrouwen. Daarnaast wordt zij geïnspireerd door de ruimtelijke figuren die zij als lerares moest uitleggen.
Brouwn exposeerde in Nederland, de Verenigde Staten en het Caribisch gebied. Werk van haar is in Curaçao aangekocht door onder meer de Orcobank, notariskantoor Alexander & Simon, Deloitte, hotel Kurá Hulanda, het Avilahotel, het Floris Suite hotel en restaurant Ginger. In Nederland is werk van haar in bezit van verschillende verzamelaars.

## Selectie van werken

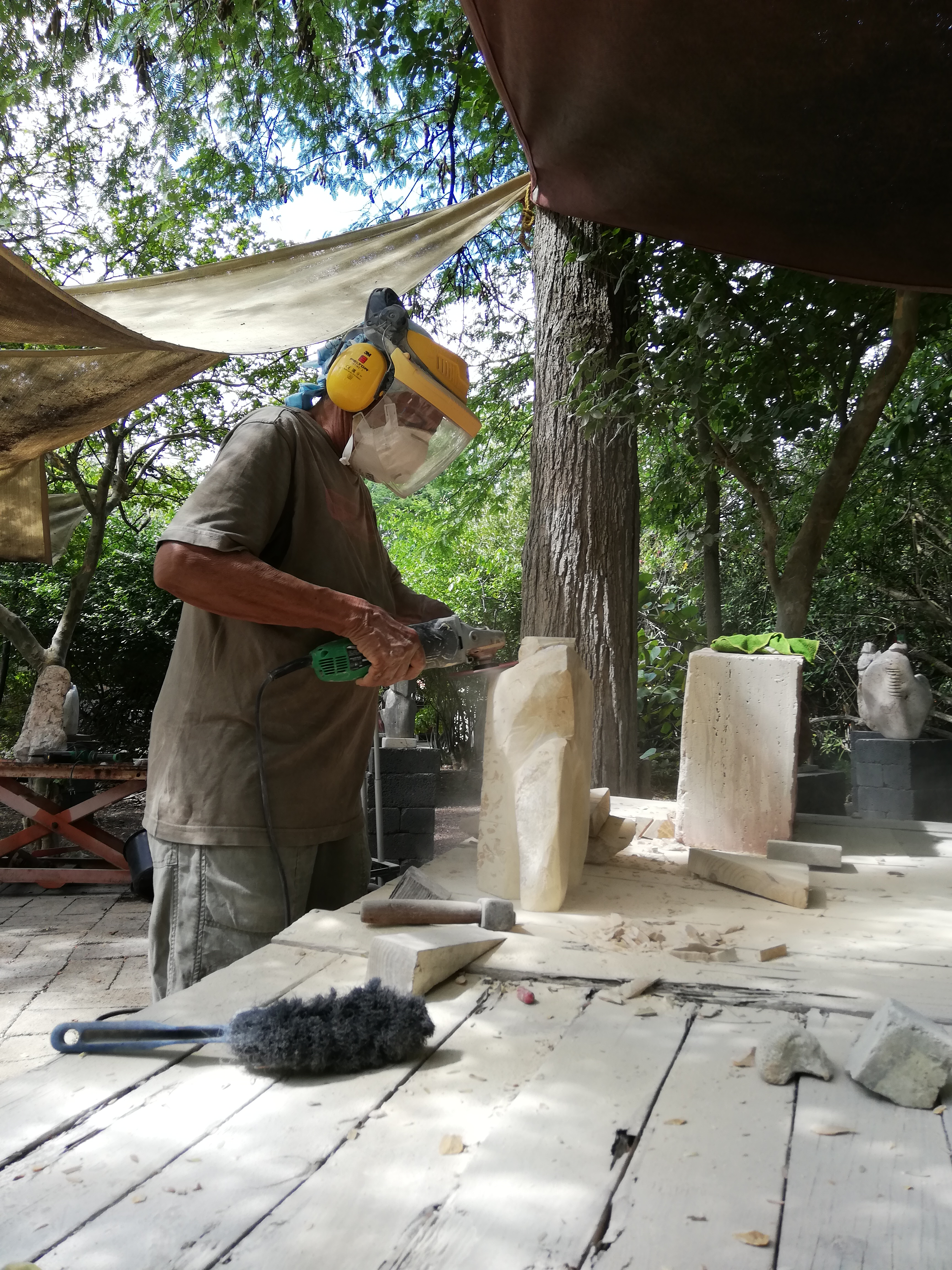
Hortence Brouwn in haar atelier bij Landhuis Bloemhof
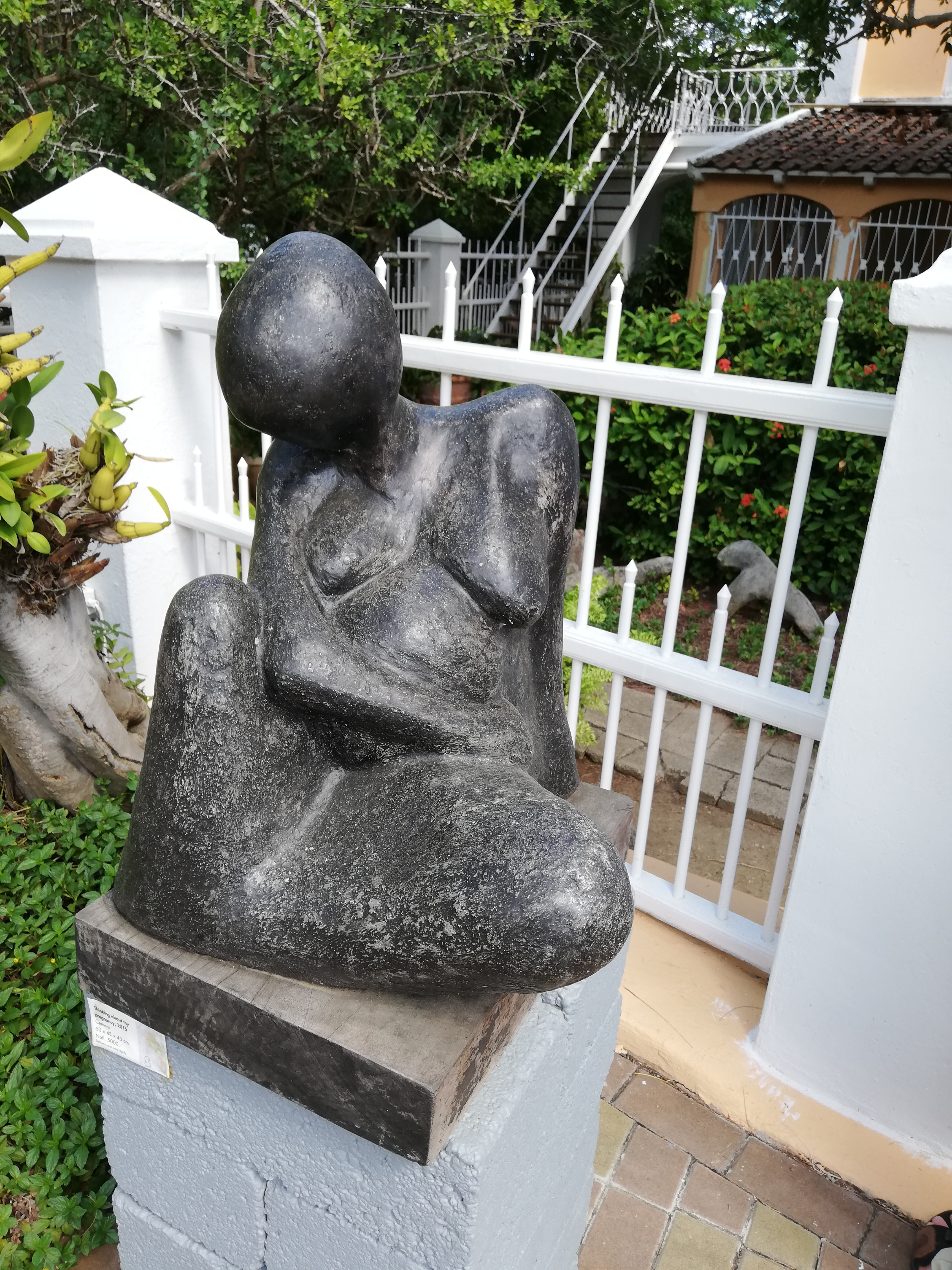
Thinking about my pregnancy, Landhuis Bloemhof
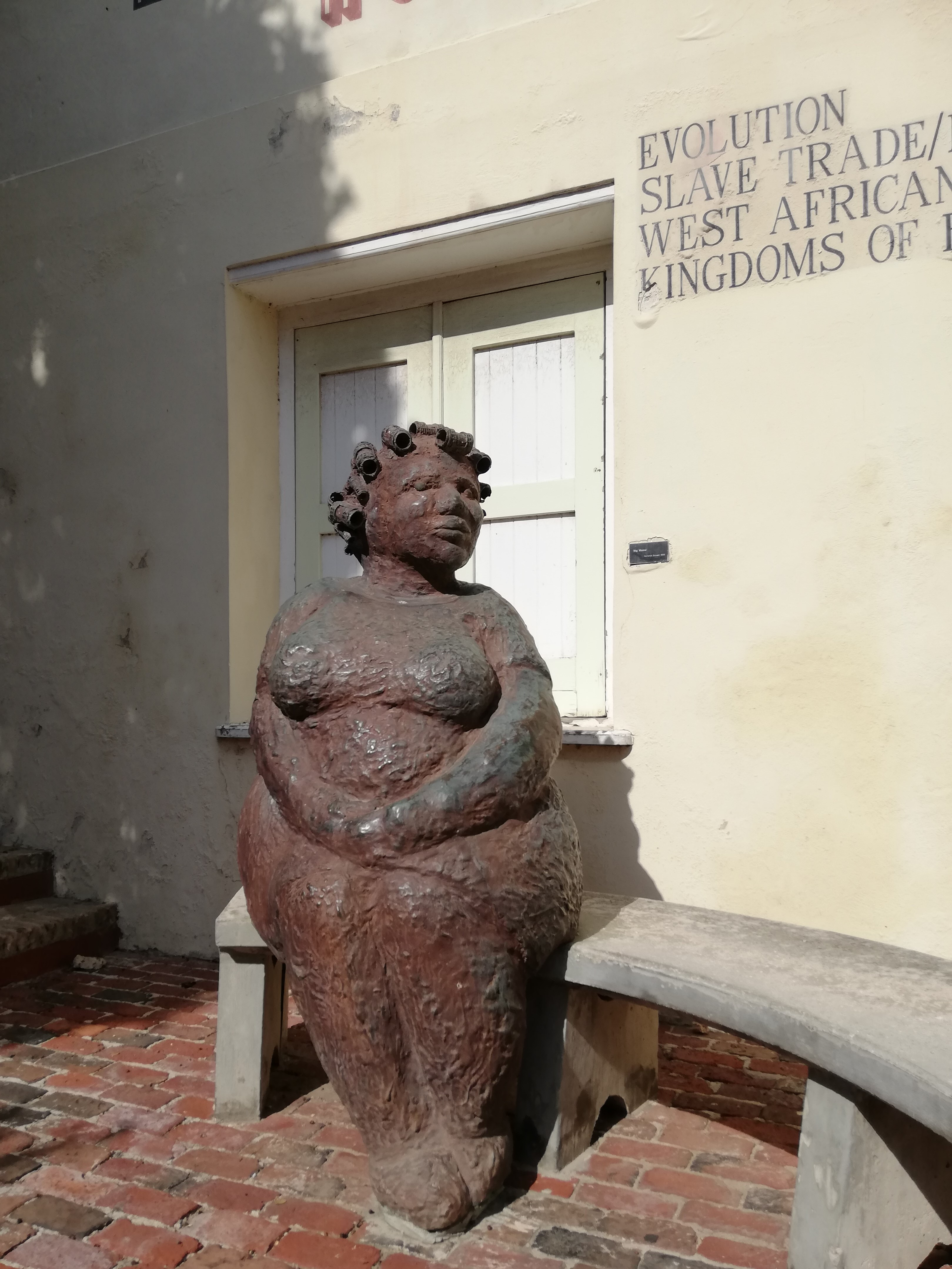
Big Mama, Museum Kurá Hulanda, Willemstad
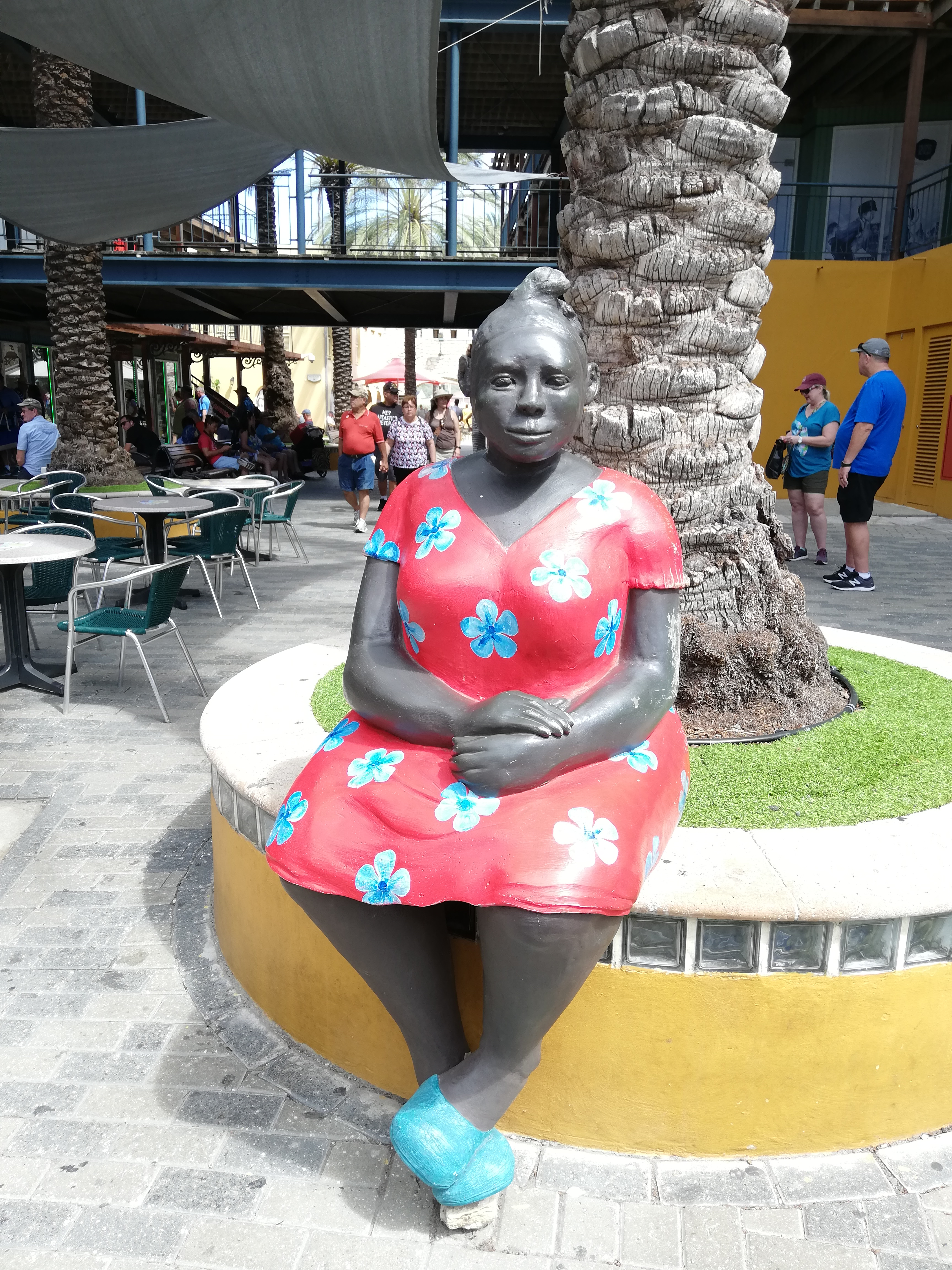
Tanchi, Riffort, Willemstad
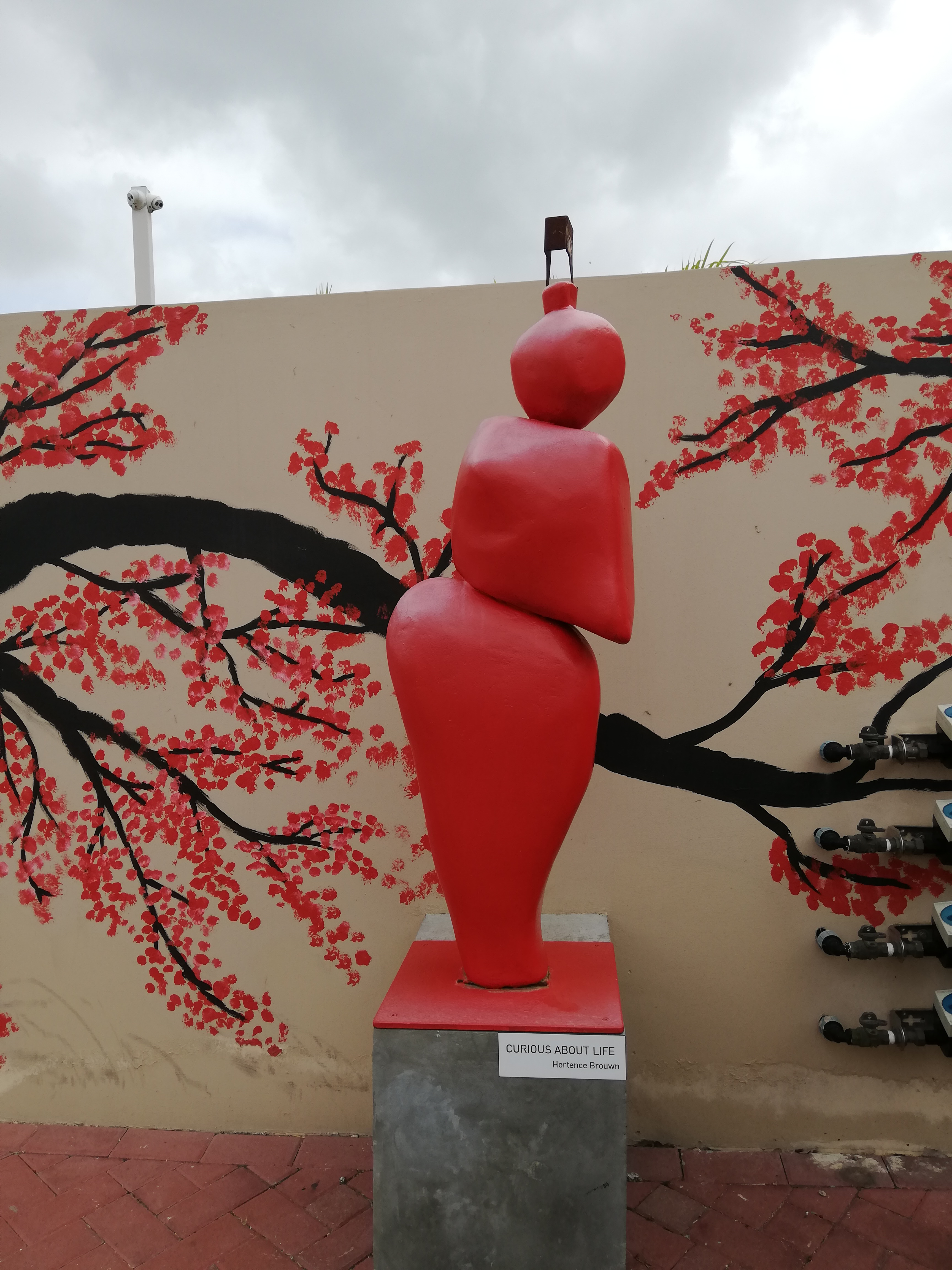
Curious about life, Otrobanda
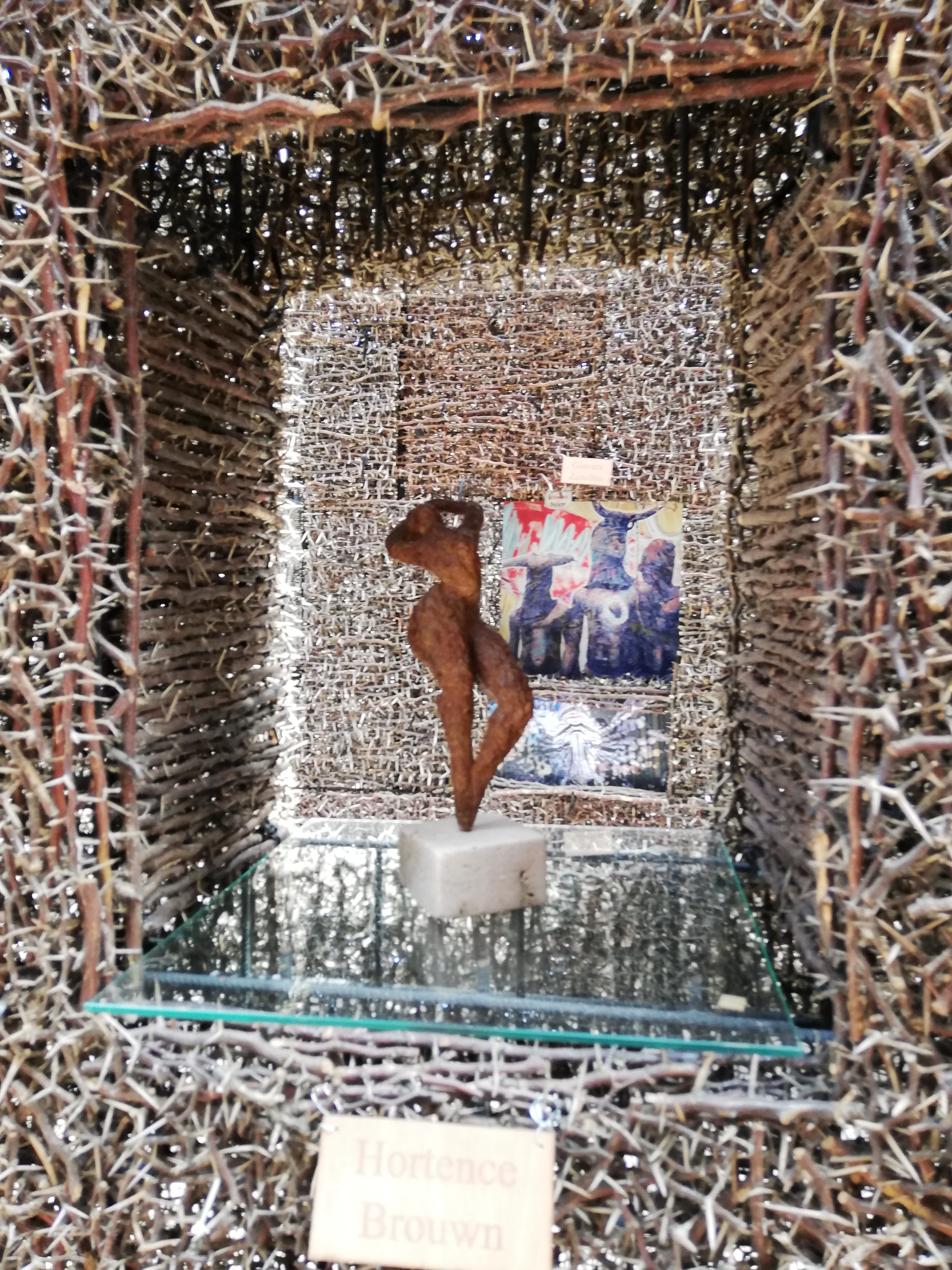
Good morning life in de kathedraal van doornen
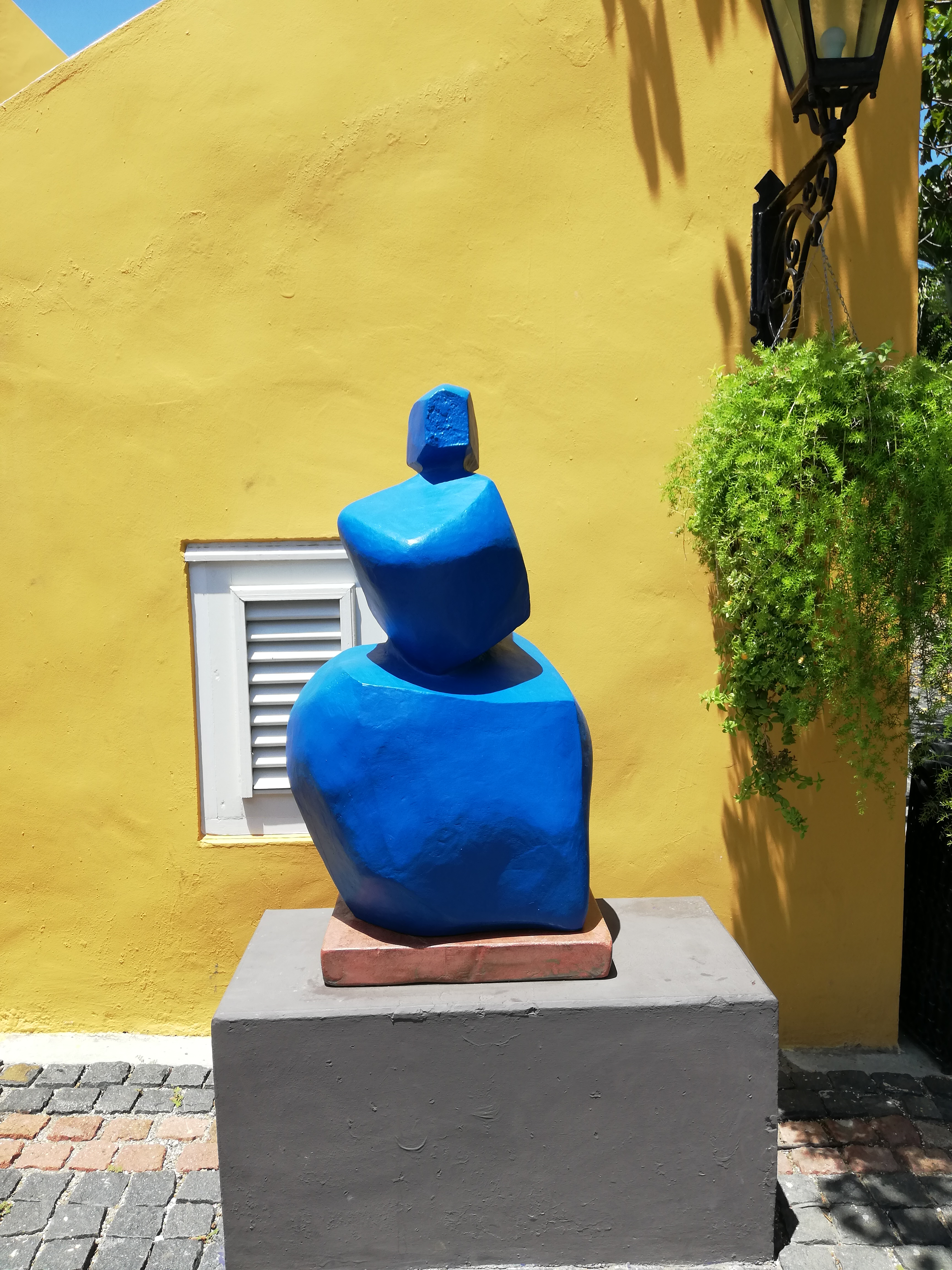
Beeld in Kurá Hulanda Village
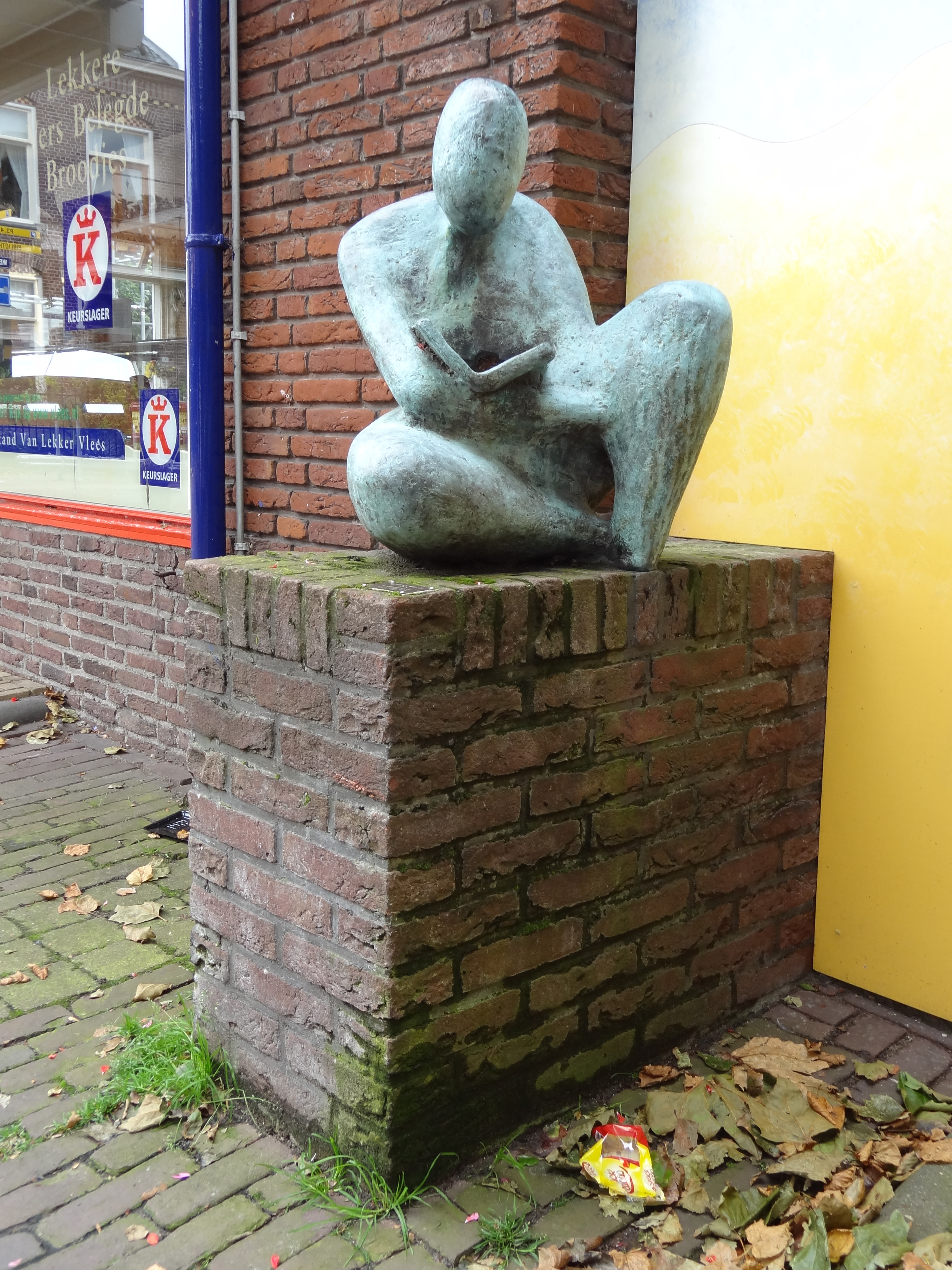
Lezende figuur, Den Burg, Texel

## Persoonlijk
Hortence Brouwn is een zus van conceptueel kunstenaar Stanley Brouwn.
- RKD-Nederlands Instituut voor Kunstgeschiedenis: 13149